# KV Racing Technology
KV Racing Technology è stata una squadra di automobilismo attualmente impegnata nel campionato dell'IndyCar Series. Prima del 2003 il nome della squadra era PK Racing. Il team ha sponsorizzato anche il Champ Car Atlantic Championship.
Chiude i battenti nel 2017.

## IndyCar
Nel 2008 il team iniziò l'avventura nell'IndyCar e da lì cambiò il nome in KV Racing Technology. I risultati non furono quelli sperati con pochi podi e qualche piazzamento a punti. Nel 2012 venne chiamato l'ex pilota di Formula 1 Rubens Barrichello.